# Boršt pri Dvoru
Boršt pri Dvoru este o localitate din comuna Žužemberk, Slovenia, cu o populație de 22 de locuitori.